# Řikonín
Řikonín es un municipio situado en el distrito de Brno-campo, en la región de Moravia Meridional, República Checa. Tiene una población estimada, a inicios de 2024, de 56 habitantes.